# Мексикано-сенегальские отношения
Мексикано-сенегальские отношения — двусторонние дипломатические отношения между Мексикой и Сенегалом. Обе страны являются членами Организации Объединённых Наций и Всемирной торговой организации.

## История
Мексика и Сенегал установили дипломатические отношения в мае 1962 года, через два года после того, как Сенегал получил независимость от Франции в апреле 1960 года. В мае 1975 года президент Сенегала Леопольд Седар Сенгор посетил Мексику. Во время своего визита в Мексику обе страны подписали соглашения о культурном и научном сотрудничестве и соглашение о техническом сотрудничестве. В июле 1975 года президент Мексики Луис Эчеверриа с ответным государственным визитом посетил Сенегал, став первым президентом Мексики, посетившим Африку. Во время визита президента Эчеверрии между обеими странами было подписано соглашение о сотрудничестве в области туризма и кинематографии.
В конце 1980-х годов Мексика закрыла свое посольство в Сенегале. В марте 2002 года президент Сенегала Абдулай Вад посетил северный мексиканский город Монтеррей для участия в Международной конференции по финансированию развития.

## Торговля
В 2015 году торговля между Мексикой и Сенегалом составила 17 миллионов долларов США. Сенегал является 153-м крупнейшим торговым партнером Мексики в мире.

## Дипломатическое представительство
- Мексика имеет посла аккредитованного по совместительству в Сенегале который находится в посольстве в Рабате, Марокко[9] и поддерживает почётное консульство в Дакаре.[10]
- Сенегал имеет посла аккредитованного по совместительству в Мексике который находится в посольстве в Вашингтоне, округ Колумбия, США и поддерживает почётное консульство в Мехико.[11]